# تری وی (تنسی)
تری وی(به انگلیسی: Three Way) شهری در ایالت تنسی کشور ایالات متحده آمریکا است که جمعیت آن در سرشماری سال ۲۰۱۰ میلادی، ۱٬۷۰۹ نفر بوده‌است.